# 居纳尔·亚姆沃尔
居纳尔·亚姆沃尔（挪威語：Gunnar Jamvold，1896年4月22日—1984年9月9日），生于霍滕，挪威男子帆船运动员。他曾代表挪威参加1920年夏季奥林匹克运动会帆船比赛，获得一枚金牌。